# Succés
|  | Per a altres significats, vegeu «esdeveniment». |

Diagrama d'un succés A en un espai mostral B

Un succés o esdeveniment, en estadística, és qualsevol dels tipus de resultat que hom pot considerar en una experiència aleatòria.
En un espai mostral E, succés és cadascun dels subconjunts de E (també es pot anomenar "succés elemental e"). Quan es produeixen dos o més successos elementals, parlem de "succés compost".
Quan sabem del cert que es donaran tots els successos elementals de l'espai mostral E, es parla de "succés segur".
Quan sabem del cert que mai no es produirà un succés concret de l'espai mostral E, es parla de "succés impossible".
El conjunt de tots els successos és l'Espai de successos.
Els "successos compatibles" són aquells que es poden donar simultàniament en un experiment aleatori. Per exemple, en l'experiment Sortir múltiple de 3 i major de 10 si llencem tres daus.
Els "successos incompatibles", contràriament, són els que no es poden donar simultàniament. Per exemple, en l'experiment Sortir un nombre parell i senar en llençar un dau.